# أتومو ناباتا
أتومو ناباتا (باليابانية: 鍋田 亜人夢) (1 مايو 1991 في شيزوكا (محافظة) في اليابان - )؛ هو لاعب كرة قدم ياباني سابق كان يلعب كمهاجم.

## وصلات خارجية
- أتومو ناباتا على موقع رابطة كرة القدم اليابانية للمحترفين (اليابانية)
- أتومو ناباتا على موقع قاعدة بيانات كرة القدم.إي يو (الإنجليزية)
- أتومو ناباتا على موقع Soccerway.com (الإنجليزية)
- أتومو ناباتا على موقع عالم كرة القدم.نت (الإنجليزية)
- أتومو ناباتا على موقع كووورة